# 伊斯坦布尔七座山丘

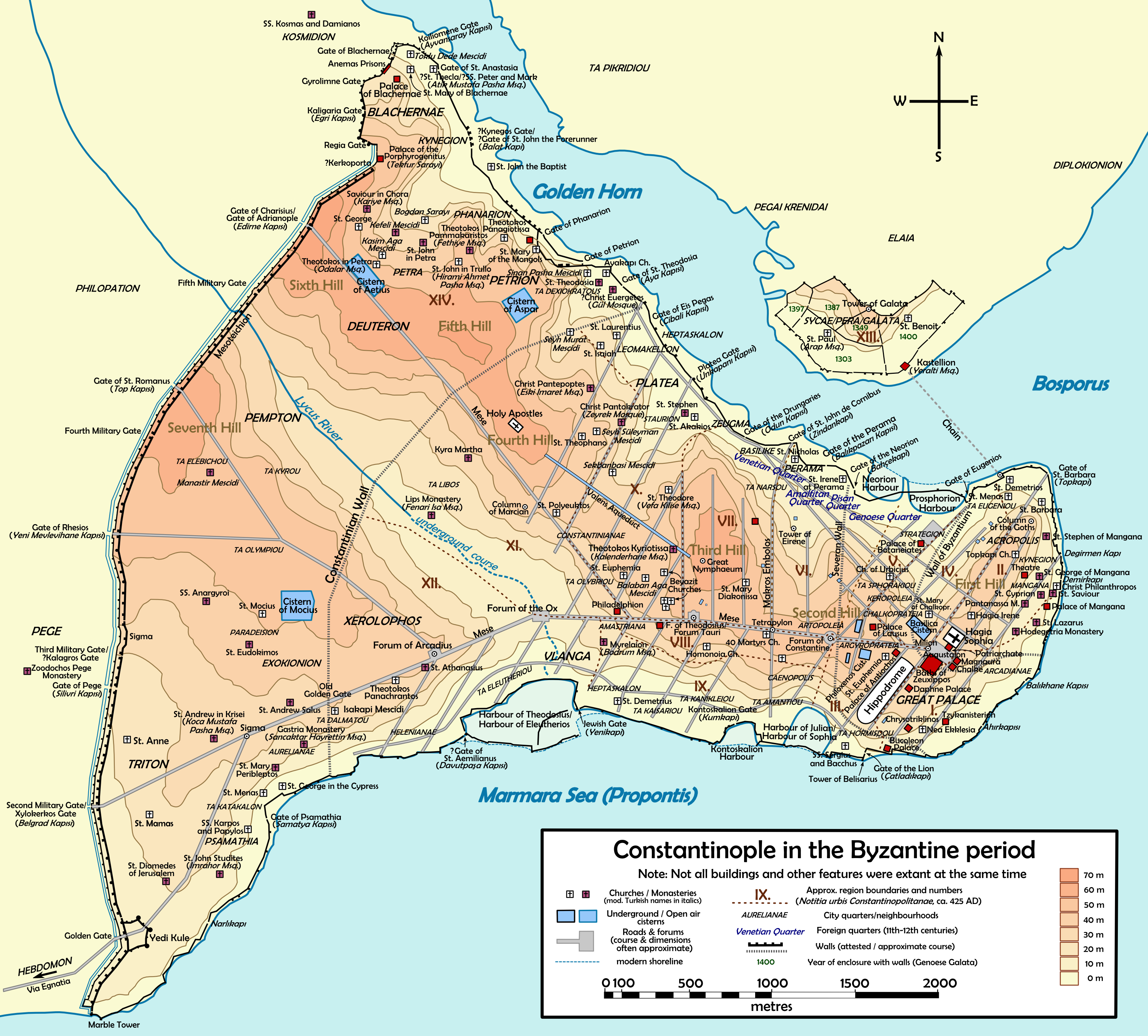
拜占庭君士坦丁堡地图，山地名称为棕色

伊斯坦布尔被称为七座山丘上的城市（土耳其語：Yedi tepeli şehir）。自从拜占庭时期的君士坦丁堡以来，这个城市继承了罗马的模式，同样也建立在七座山丘之上。 
伊斯坦布尔的七座山丘都位于君士坦丁堡城墙以内，博斯普鲁斯海峡以西，金角湾以南。在拜占庭帝国时期和奥斯曼帝国时期，每座山丘上都建有纪念性的宗教建筑 （教堂或清真寺）。
 
“第一山丘”为古代拜占庭创建城市的地点，从萨拉基里奥角开始，延伸到包含圣索非亚大教堂、苏丹艾哈迈德清真寺和托卡比皇宫的整个地区。
“第二山丘”上是奴魯奧斯瑪尼耶清真寺, 大巴扎和君士坦丁纪念柱。
“第三山丘”现在被伊斯坦布尔大学的主楼占据，南面是巴耶塞特二世清真寺，北面是苏莱曼清真寺。
“第四山丘”上先后矗立圣使徒教堂和法提赫清真寺。
“第五山丘”上是塞利姆一世清真寺。
“第六山丘”的平缓的斜坡超出了君士坦丁堡城墙。
“第七山丘”，在拜占庭时代称为Xērolophos（希臘語：ξηρόλοφος）或“干山”，是一座宽广的山丘。